# 一直擁抱著光和影

《一直擁抱著光和影》（日語：光と影を抱きしめたまま）是日本女性創作歌手田村直美的第9張單曲。1995年10月25日由環球音樂發行。

## 解說
同名標題曲「一直擁抱著光和影」曾被讀賣電視台製作、日本電視台播出的電視動畫《魔法騎士雷阿斯 (第2期)》選為第2代片頭主題曲使用。與同樣被選為《魔法騎士雷阿斯 (第1期)》片頭主題曲使用的上一張單曲《無法割捨的祈願》一樣的是，有進入Oricon週榜前10名。

## 收錄歌曲
所有歌曲由田村直美作詞，石川寬門作曲（與田村直美共同），井上龍仁、鷹羽仁編曲。
1. 一直擁抱著光和影（光と影を抱きしめたまま）
  - 讀賣電視台製作、日本電視台電視動畫《魔法騎士雷阿斯 (第2期)》片頭主題曲
2. HUMAN LIFE
3. 一直擁抱著光和影 (inst.)

## 參與樂手
- 北島健二（日语：北島健二）（FENCE OF DEFENSE）－吉他
- 美久月千晴（日语：美久月千晴）－貝斯
- 渡嘉敷祐一－鼓手

## 收錄專輯
- MONSTER OF POP（日语：MONSTER OF POP）（#1，1996年3月21日發行）
- Tamura Naomi A.K.A. Sho-ta Sho-ta A.K.A. Tamura Naomi（日语：Tamura Naomi A.K.A. Sho-ta Sho-ta A.K.A. Tamura Naomi）（#1，2007年1月21日發行）
- Collection of tamuranaomi（日语：Collection of tamuranaomi）（#1的Live ver. 2008，2011年11月23日發行）
- RESPECT FOR THE SONG OF ANIMATION（日语：リスペクト フォー アニソン）（#1，2012年7月11日發行）

## 翻唱
一直擁抱著光和影
- 、花－「電光石火！動畫歌曲翻唱MIX!!」（2013年10月30日）